# Pontos extremos da Alemanha

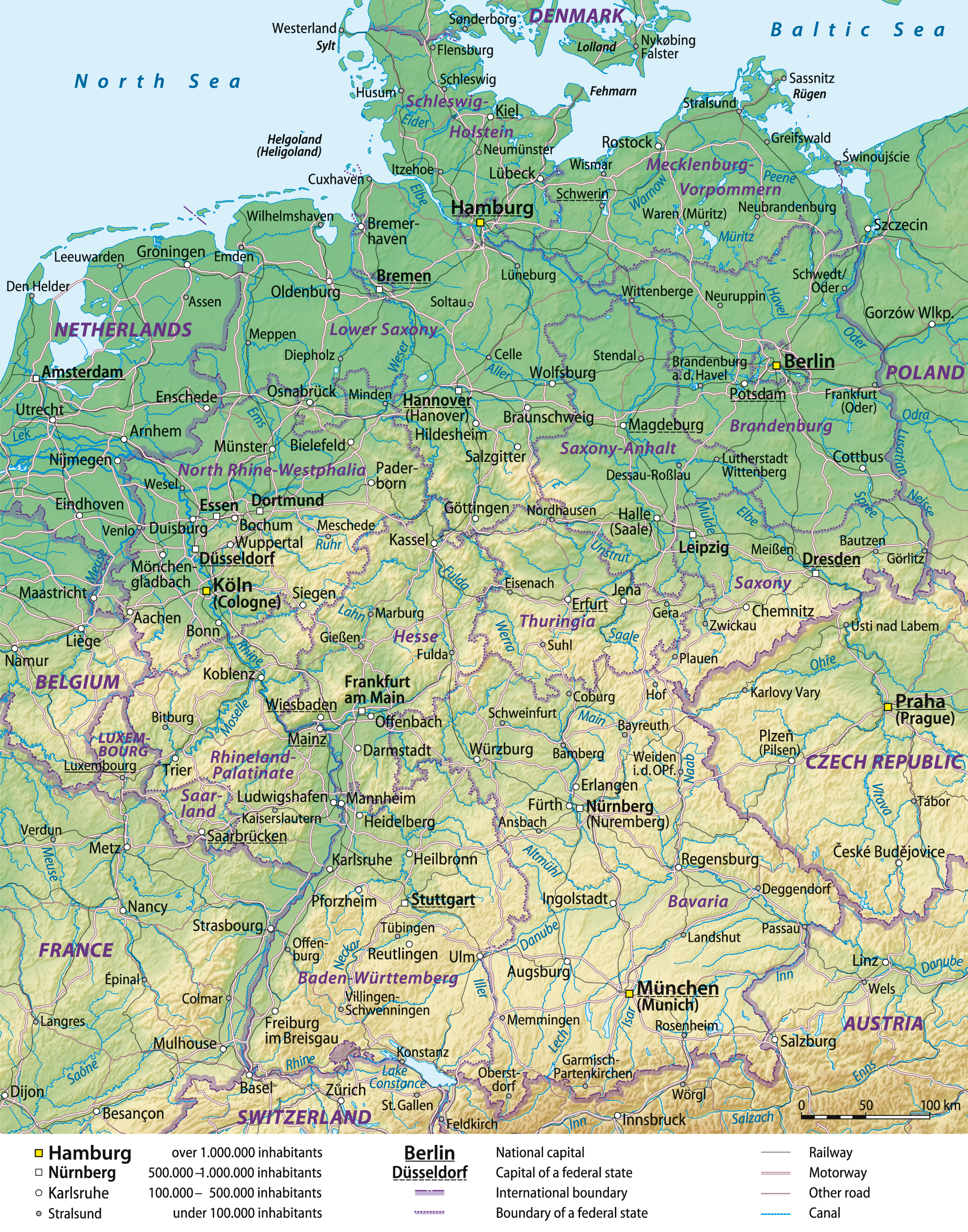
Mapa com o território da Alemanha

Esta é a lista dos pontos extremos da Alemanha, com os locais mais a norte, sul, leste e oeste do território alemão, bem como os extremos altimétricos.

## Extremos da Alemanha
- Ponto mais setentrional
  - Parte continental — Aventoft, Schleswig-Holstein (54° 54′ N, 8° 49′ L)
  - Todo o território - List, ilha de Sylt, Schleswig-Holstein (55° 03′ N, 8° 24′ L)
- Ponto mais meridional —  Oberstdorf, Baviera (47° 24′ N, 10° 17′ L)
- Ponto mais ocidental —  Millen, Renânia do Norte-Vestfália (51° 01′ N, 5° 53′ L)
- Ponto mais oriental —  Deschka, Saxe (51° 16′ N, 15° 02′ L)
- Ponto mais alto - Zugspitze, Baviera, 2962 m
- Ponto mais baixo - Neuendorf bei Wilster, Schleswig-Holstein, -3,54 m